# Tadeusz Lipski (grafik)
Tadeusz Lipski (ur. 30 czerwca 1905 w Warszawie, zm. 11 listopada 1987 w USA) – polski grafik, malarz i ilustrator.

## Życiorys
Urodził się 30 czerwca 1905 w Warszawie, w rodzinie Zdzisława i Józefy z Wołodkiewiczów. Ukończył studia na Wydziale Grafiki Akademii Sztuk Pięknych w Warszawie pod kierunkiem prof. Edmunda Bartłomiejczyka. Współpracował z Wydawnictwem Polskim R. Wegnera.
Po wybuchu II wojny światowej znalazł się we Francji, skąd przeniósł się do Anglii.
Po wojnie, w 1947, wyemigrował do USA i zajmował się dekorowaniem wnętrz użytkowych. Prace graficzne tworzył najczęściej techniką serigrafii. Wystawy jego twórczości odbywały się m.in. w galeriach w Nowym Jorku.